# Magyarország helsinki nagykövetsége
Magyarország helsinki nagykövetsége (finnül: Unkarin suurlähetystö Helsinki, svédül: Ungerns ambassad i Helsingfors) a két ország kapcsolatainak kiemelt intézménye. Finnország és Magyarország 1920-ban ismerte el egymást, és vették fel a diplomáciai kapcsolatokat. Az 1920-as években még csak tiszteletbeli konzul működött Helsinkiben, majd 1928-tól lett követség, de az első tényleges követ kinevezésére 1934-ig kellett várni. Ezt követően az 1944 és 1949 közti időszak kivételével mindig volt követünk vagy nagykövetünk Finnországban. 2022-ben nagykövetünk Breuer Klára, a nagykövetség pedig Helsinki Kuusisaari nevű szigetén, a Kuusisaarenkuja 6 szám alatt található.

## Története
1920-ban vette fel a diplomáciai kapcsolatokat a két ország, ezt megelőzően azonban a finnek már nagyon szorgalmazták a követségek kölcsönös megnyitását. Kezdetben csak egy tiszteletbeli konzulátus működött Helsinkiben majd 1928. július 3-án a tallinni (akkor: Reval)  m. kir. követséget átköltöztették Helsinkibe (akkor: Helsingfors), így ez a dátum az intézmény megnyitásának időpontja. Követségünk akkori címe Kirkkokatu 2., vagy Pohjoisranta 4. (saroképület volt), és ez a cím szerepelt még 1942-ben is a Külügyi Évkönyvben.
Az első diplomata azonban már korábban megkezdte működését Finnországban: Barcza György 1920-21-ben kezdetben Koppenhágából, később Stockholmból akkreditálva ügyvivői rangban képviselte Magyarországot. Őt kászoni Bornemisza Gyula már követként váltotta, de még Stockholmból akkreditálva 1921-23 között. Az első követünk, aki Helsinkiben teljesített szolgálatot, Nemeskéri-Kiss Sándor volt; ő 1933-34-ben még mint ügyvivő, 1934-37 között azonban már követ volt, akkreditálva Észtországban, Lettországban és Litvániában. A korszak utolsó követe marossolymosi Marosy Ferenc volt 1944. július 19-től. 1944-ben véget ért a Finnország és Szovjetunió közti ún. folytatólagos háború, a békeszerződés értelmében Finnországnak szakítania kellett Németországgal és szövetségeseivel - így Magyarországgal is -, ezért 1944. szeptember 20-án a finn-magyar diplomáciai kapcsolatok megszakadtak.
A második világháborút követően Finnországgal az elsők között vettük fel ismét a diplomáciai kapcsolatokat: a békeszerződést 1947. február 10-én írtuk alá, 1947. szeptember 10-én Szekfű Gyula moszkvai nagykövetünket akkreditálta a külügyminisztérium Finnországba. 1949-ig Magyarország moszkvai nagykövetsége mindenkori vezetője volt akkreditálva Finnországban. Münnich Ferenc lett az első követünk, aki ténylegesen a finn fővárosban foglalta el szolgálati helyét. 1960. március 1-től nagykövetségi rangra emelték az intézményt, első nagykövetünk Szipka József akkori követ lett, aki a diplomáciában szokatlanul hosszú ideig, 1954-től 1963-ig, kilenc éven keresztül töltötte be pozícióját.
A nagykövetség jelenlegi épületét 1972-ban nyitották meg Kuusisaari szigetén.
A nagykövetség alá tartozik a Finnországban működő öt tiszteletbeli konzulátus: Mariehamn, Joensuu, Oulu, Pori és Tampere városokban.